# پرویه کوروستلی
پرویه کوروستلی (به لاتین: Pervye Korosteli) یک منطقهٔ مسکونی در روسیه است که در سرزمین آلتای واقع شده‌است.